# Sport União Sintrense
Sport União Sintrense ist ein portugiesischer Fußballverein aus der Kleinstadt Sintra westlich von Lissabon.

## Geschichte
Sport União Sintrense wurde am 7. Oktober 1911 gegründet. Mitte der 1960er Jahre erreichte die Mannschaft erstmals die Segunda Divisão und hielt sich mehrere Jahre in der Zweitklassigkeit, ehe die Mannschaft 1978 in die Terceira Divisão abstieg. 1989 kehrte der Klub in die zweite Liga zurück, verpasste aber die Qualifikation für die als eingleisiges zweithöchstes Spielniveau eingeführte Segunda Divisão de Honra. Mitte der 1990er Jahre rutschte der Verein zeitweise in die vierte Liga ab, wo er sich nach einer nur kurz währenden Rückkehr in die Drittklassigkeit im ersten Jahrzehnt des 21. Jahrhunderts etablierte. 2010 stieg die Mannschaft in den regionalen Bereich ab, ehe sie sich bei einer erneuten Ligareform 2013 im Zuge der Erweiterung der dritten Liga bei der Schaffung der Campeonato Nacional de Seniore wieder bis in die Drittklassigkeit zurückgespielt hatte. Hier hielt sie sich in der Folgezeit, auch nach der Zurückstufung zur Viertklassigkeit 2021 durch die Einführung einer in einer Staffel ausgetragenen dritten Spielklasse in Form der Liga 3.